# 柿本市守
柿本 市守（かきのもと の いちもり）は、奈良時代の貴族。従四位下・柿本猨の孫で、従五位下・柿本建石の子とする系図がある。官位は従五位上・主計頭。

## 経歴
聖武朝末の天平20年（748年）従五位下に叙爵し、翌天平感宝元年（749年）丹後守に任ぜられると、孝謙朝末の天平勝宝9歳（757年）安芸守と聖武朝から孝謙朝にかけて地方官を歴任する。
淳仁朝の天平宝字5年（761年）主計頭として京官に遷り、天平宝字8年（764年）従五位上に至る。

## 官歴
『続日本紀』による。
- 時期不詳：正六位上
- 天平20年（748年） 2月19日：従五位下
- 天平感宝元年（749年） 閏5月1日：丹後守
- 天平勝宝9歳（757年） 6月16日：安芸守
- 天平宝字5年（761年） 10月1日：主計頭
- 天平宝字8年（764年） 正月7日：従五位上

## 系譜
- 父：柿本建石（柿本佐留の子）[1]
- 母：不詳
- 生母不明の子女
  - 男子：柿本良道[1]
  - 男子：柿本世常[1]
  - 男子：柿本列世[1]